# セルビアのイスラム教

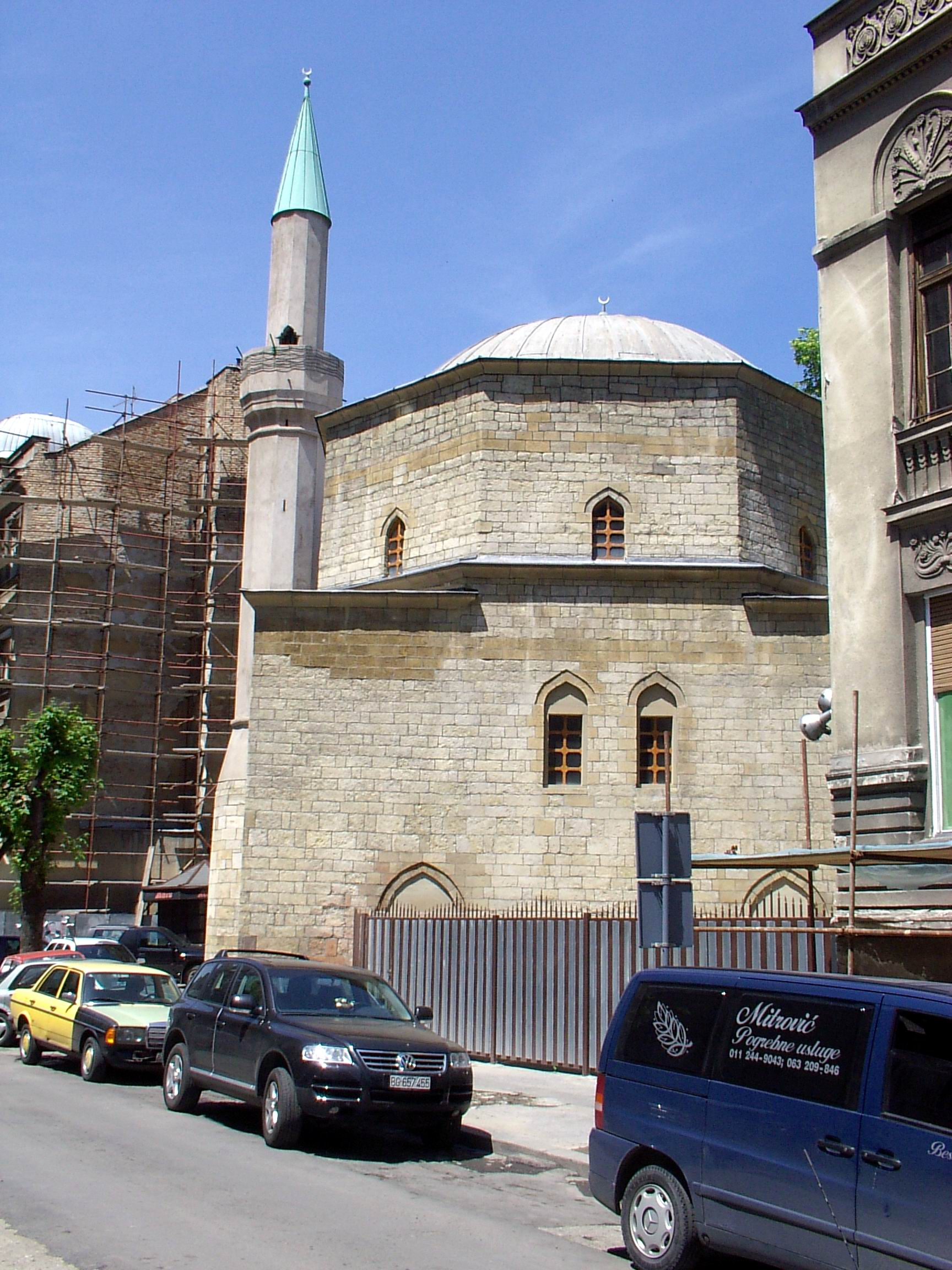
ベオグラードにあるBajrakliモスク

本項目では、セルビアのイスラム教について記述する。
セルビアのムスリム（イスラム教徒）は、民族的には主にボシュニャク人、アルバニア人で構成されているが、少数民族であるムスリム人やゴーラ人と同様、ロマにおいても、人数は少ないものの重要な地位を占めている。

## 統計
2011年の国勢調査によると、セルビア国内には228,658人のムスリム（イスラム教徒）が居住している（全人口の約3.1%、コソボ地域は除く）。セルビア国内においてムスリムが多数集中している地域としては、サンジャク地域にあるノヴィ・パザル、トゥティン、シェニツァと、プレシェヴォ渓谷にあるプレシェヴォやブヤノヴァツなどがある。
|          | 1921年国勢調査 | 1921年国勢調査 | 1991年国勢調査 | 1991年国勢調査 | 2002年国勢調査 | 2002年国勢調査 | 2011年国勢調査 | 2011年国勢調査 |
| 人       | %              | 人             | %              | 人             | %              | 人             | %              |                |
| -------- | -------------- | -------------- | -------------- | -------------- | -------------- | -------------- | -------------- | -------------- |
| ムスリム | 97,672         | 2.23           | 224,120        | 2.89           | 239,658        | 3.2            | 228,828        | 3.1            |

セルビアのムスリムは様々な民族的背景を持つ者により構成されている。
- 大部分がサンジャク地域に居住するボシュニャク人やムスリム人はオスマン帝国時代にイスラム教へと改宗した南スラヴ人である。
- オスマン帝国による支配以前、現代のアルバニアとコソボの一部に居住していたアルバニア人はカトリックや東方正教会を主に信仰していたが、17〜18世紀にイスラム教へと改宗した。
- コソボ出身のセルビア語を話すロマ
- コソボ南部出身のゴーラ人はキリスト教徒であったが18〜19世紀に改宗した。

## 組織

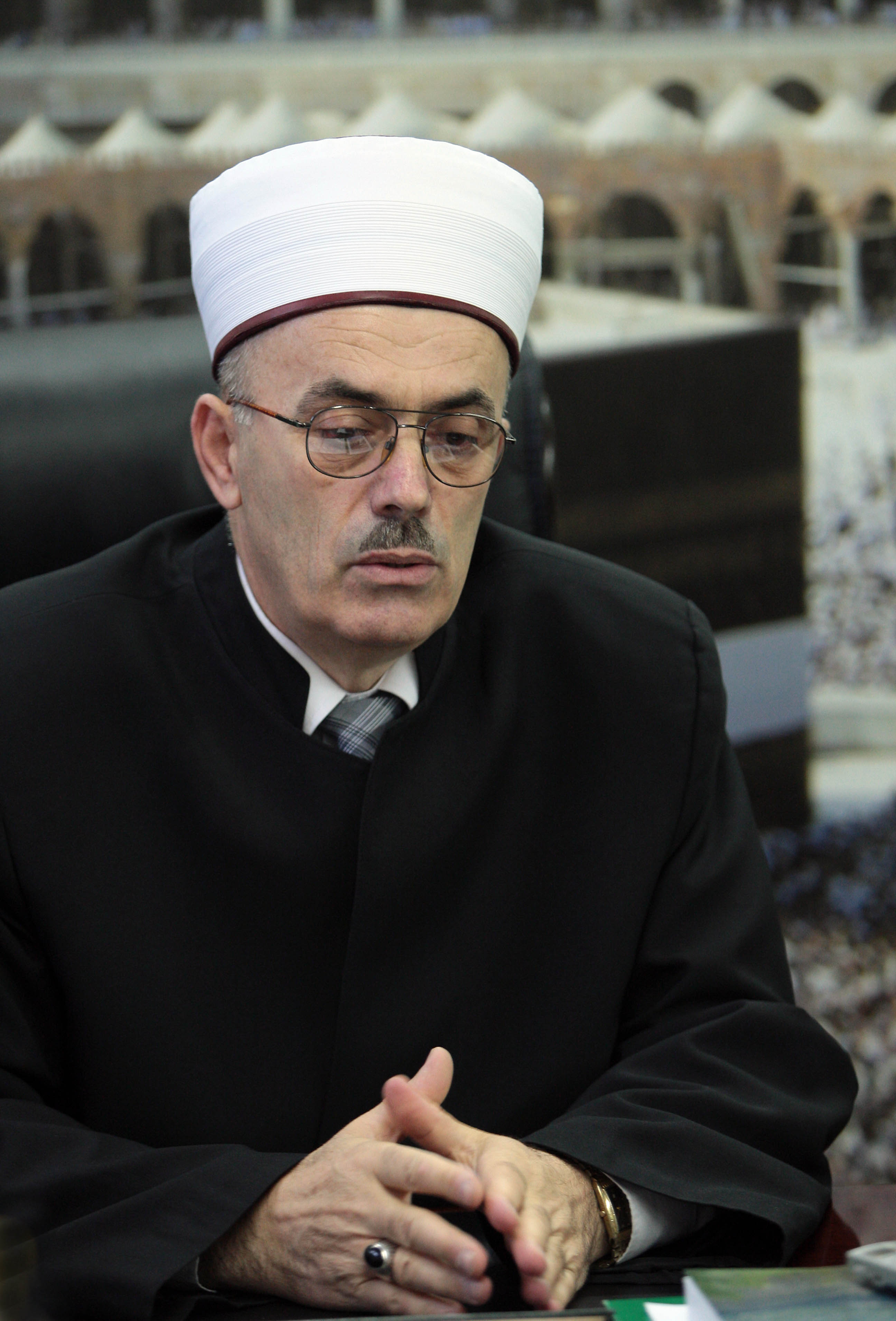
大ムフティーのアデム・ジルキッチ

セルビアのイスラム教信者は主に2つの独立した組織に所属している。ひとつはボスニア・ヘルツェゴヴィナイスラム教コミュニティの支部であり、もうひとつは2007年に設立された組織で、セルビアの地方で設立された組織である。
セルビア・イスラム教コミュニティ (Islamska zajednica Srbije) はベオグラードに本部をおいており、大ムフティーのAdem Zilkićが統括している。この組織は以下の支部に分かれる。
- - セルビアコミュニティ、ベオグラードに拠点を置く。
  - サンジャクコミュニティ、ノヴィ・パザルに拠点を置く。
  - プレシェヴォコミュニティ、プレシェヴォに拠点を置く。

セルビアのイスラム教コミュニティ (Islamska zajednica u Srbiji) はノヴィ・パザルに本部を置いており、ムフティーのMuamer ef. Zukorlićが統括している。この組織は以下の支部に分かれる。
- - サンジャクイスラム教コミュニティ、ノヴィ・パザルに拠点を置く。ムフティーのMuamer Zukorlićが統括している。
  - ヴォイヴォディナイスラム教コミュニティ、ノヴィ・サドに拠点を置く。ムフティーのFadil Muratiが統括している。
  - プレシェヴォ渓谷イスラム教コミュニティ、プレシェヴォに拠点を置く。
  - 中央セルビア（英語版）イスラム教コミュニティ、ベオグラードに拠点を置く。

## ギャラリー

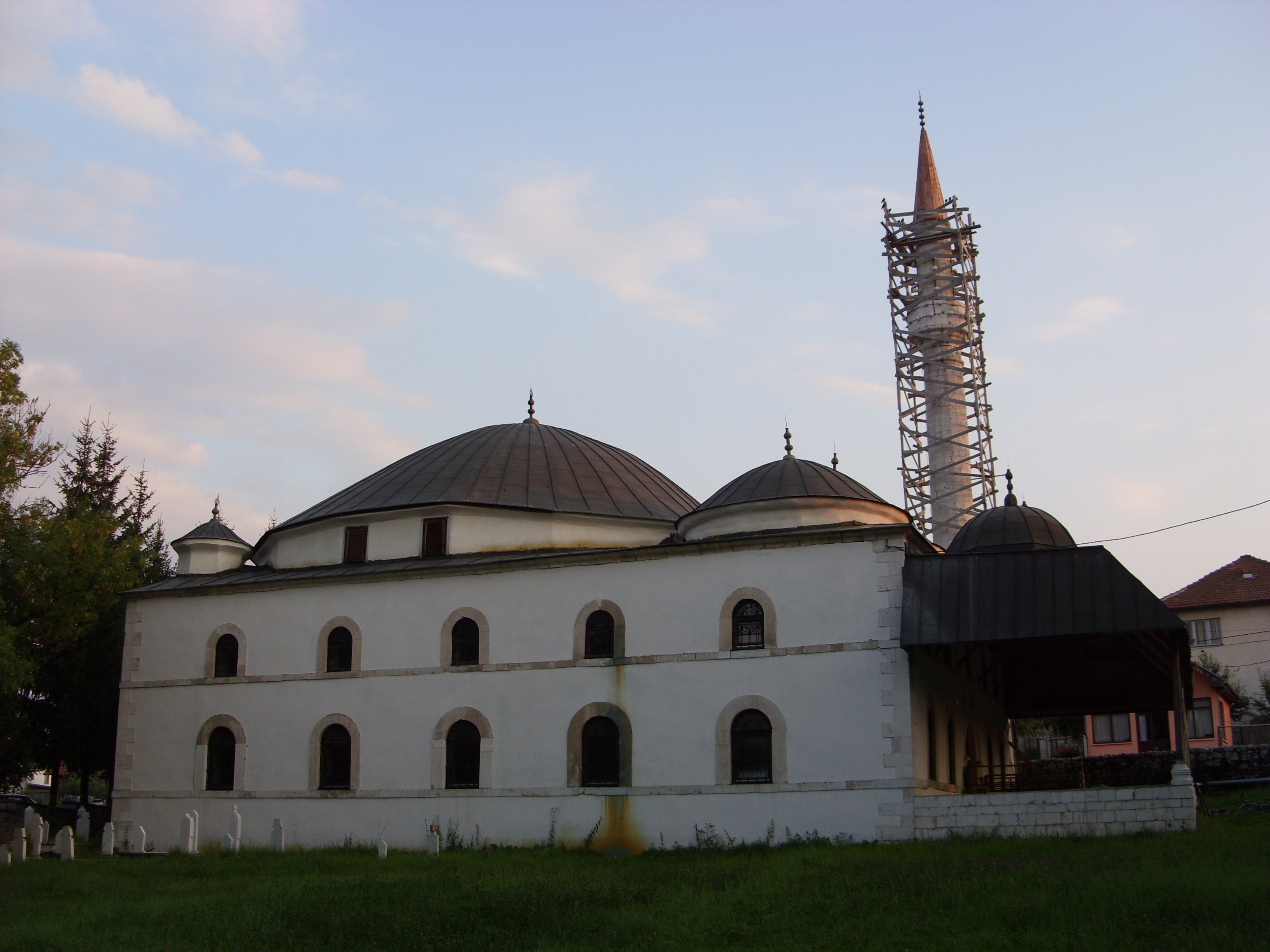
シェニツァのモスク
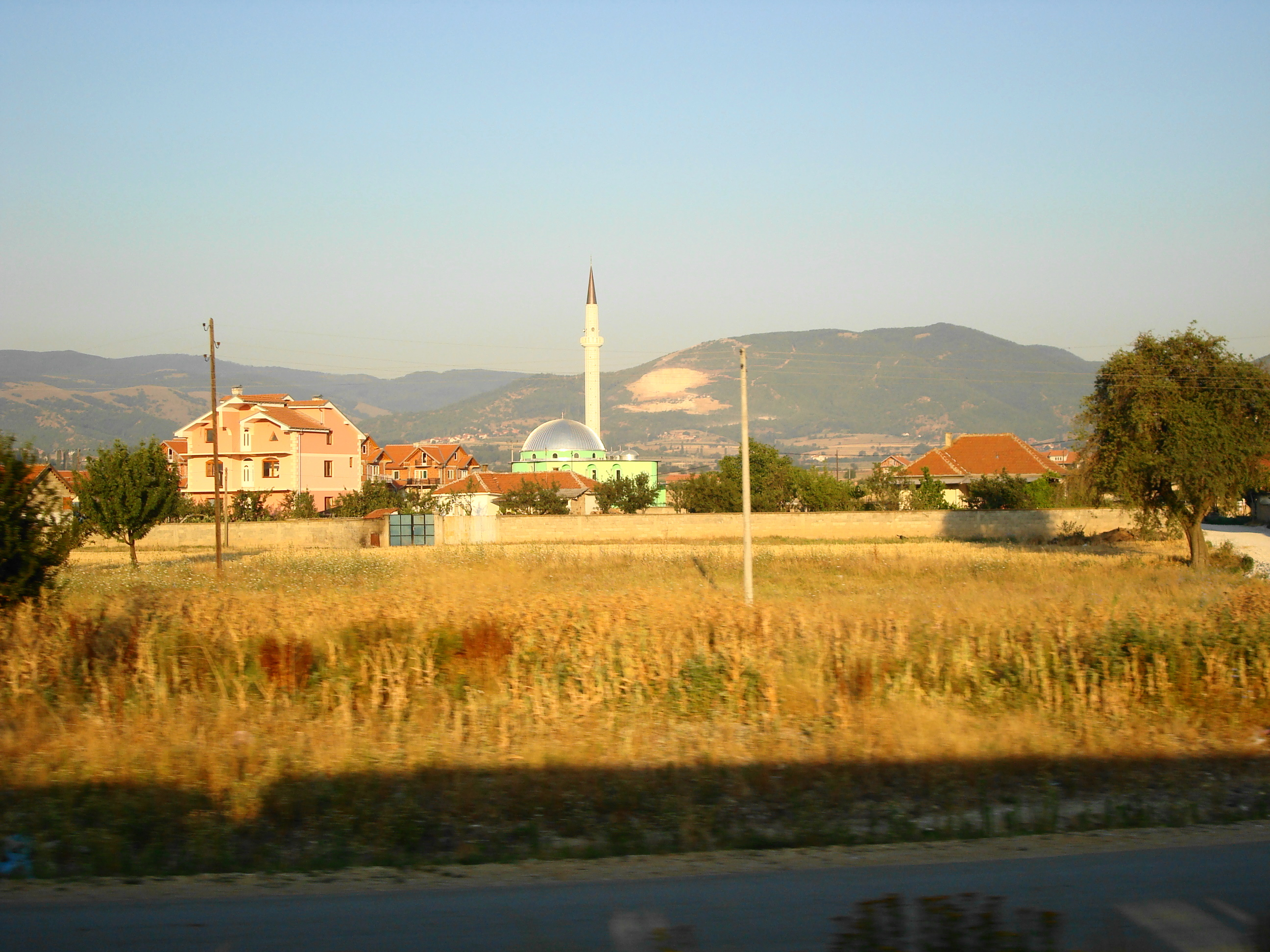
プレシェヴォのモスク